# Rio da Guarda
Rio da Guarda är ett vattendrag i Brasilien.   Det ligger i delstaten Rio de Janeiro, i den sydöstra delen av landet, 900 km sydost om huvudstaden Brasília.
Runt Rio da Guarda är det mycket tätbefolkat, med 5 021 invånare per kvadratkilometer.